# Cykl Kondratiewa
Cykle Kondratiewa – w ekonomii określenie długich cykli koniunkturalnych. Termin został stworzony przez Josepha Schumpetera od nazwiska ich odkrywcy Nikołaja Kondratiewa.

## Opis
W 1928 Kondratiew opublikował pracę pt. Wielkie cykle koniunktury gospodarczej, w której analizował przebieg koniunktury w Anglii, w Niemczech, w Stanach Zjednoczonych i we Francji w latach 1780–1920. Analiza wykazała występowanie wielu regularności w procesach gospodarczych, które przybierają formę cyklu trwającego od 50 do 60 lat, z fazami wzrostu i spadku koniunktury.
Kondratiew przebadał 25 szeregów czasowych, analizując takie zmiany jak:
- wskaźnik cen towarów,
- przychód z obligacji państwowych,
- roczna płaca robotników rolnych,
- obroty handlu zagranicznego w przeliczeniu na mieszkańca.

Badanie wyodrębniło 3 cykle o podobnej długości faz wzrostu i spadku. Kondratiew stwierdził, że wzrost gospodarczy wystąpił w latach:
- 1790–1815,
- 1859–1870,
- 1896–1922,

natomiast spadek koniunktury w latach:
- 1815–1850,
- 1870–1896,
- 1922–1940.

Długość fal mierzona między punktami szczytowymi wynosi 58–45, a między dolnymi 61–45 lat.
Datą przełomową między 3 a 4 cyklem jest rok 1945, kiedy zakończyła się faza spadku koniunktury, a zaczęła faza rozwoju, trwająca do początku lat 70. Ostatnie 25 lat XX w. to okres recesji gospodarczej.
Kondratiew uważał, że przyczynami długich cykli jest zużywanie się, zastępowanie i wzrost zasobu podstawowych dóbr kapitałowych infrastruktury (dróg kolejowych, kanałów). Produkcja tych dóbr wymaga dużych inwestycji oraz długiego czasu. Odtworzenie i modernizacja infrastruktury następuje pod wpływem postępu technicznego falami.